# Maria Musso
Maria Musso, née le 14 juillet 1931 à Turin et morte le 31 janvier 2024 à Turin, est une athlète italienne spécialiste du 100 m et du 80 m haies.

## Biographie

### Palmarès
| Date | Compétition           | Lieu      | Résultat | Épreuve   | Performance |
| ---- | --------------------- | --------- | -------- | --------- | ----------- |
| 1950 | Championnats d'Europe | Bruxelles | 5e       | 4 × 100 m | 48 s 7      |
| 1954 | Championnats d'Europe | Berne     | 3e       | 4 × 100 m | 46 s 6      |
| 1956 | Jeux olympiques d'été | Melbourne | 5e       | 4 × 100 m | 45 s 7      |

### Records
| Épreuve         | Performance | Lieu | Date |
| --------------- | ----------- | ---- | ---- |
| 100 mètres      | 12 s 1      |      | 1955 |
| 80 mètres haies | 11 s 5      |      | 1957 |